# Juan sin miedo
Juan sin miedo o Historia de uno que hizo un viaje para saber lo que era miedo (título original: Märchen von einem, der auszog, das Fürchten zu lernen) es un cuento de hadas de los hermanos Grimm, escritores y filólogos alemanes célebres por sus cuentos para niños.
En la colección de cuentos de los Hermanos Grimm, Historia de uno que hizo un viaje para saber lo que era miedo es el n.º 4. Corresponde al tipo 326 de la clasificación de Aarne-Thompson: El joven que quería saber lo que es el miedo.

## Trama
Juan recibió el apelativo de sin miedo debido a que no tenía miedo a nada y se lamentaba de no saber lo que es temblar. Pero como quería saberlo, un día salió de su casa dispuesto a correr aventuras esperando toparse en algunas de ellas con algo que "le hiciera temblar" en un castillo encantado. El rey había prometido que concedería la mano de su hija a quien pudiera pasar tres noches en él, y Juan no lo dudó; ni los fantasmas ni las criaturas a las que tuvo que hacer frente consiguieron causarle miedo, a pesar de que cada noche se enfrentaba a una amenaza más atemorizadora, por lo que logró casarse con la princesa. Finalmente, cuando su mujer, con objeto de darle lo que tanto tiempo llevaba buscando, derramó sobre él una jarra de agua fría mientras dormía, por fin pudo "temblar", aunque sin conocer el miedo propiamente.